# Asura pallida
Asura pallida är en fjärilsart som beskrevs av Moore 1878. Asura pallida ingår i släktet Asura och familjen björnspinnare. Inga underarter finns listade i Catalogue of Life.